# Cuspidine
La cuspidine est un minéral de silicate de calcium contenant du fluor (sorosilicate) de formule : Ca4(Si2O7)(F,OH)2. La cuspidine cristallise dans le système monoclinique et se présente sous forme de cristaux aciculaires à lancéolés rouge pâle à brun clair. Il fait partie du groupe de la wöhlerite.
Elle est l'analogue fluor de la chlorocuspidine.
La cuspidine a été décrite pour la première fois en 1876 pour une occurrence d'un éjecta volcanique au Mont Somma, en Italie. Le nom vient du latin cuspis pour « lance » de sa forme cristalline caractéristique. La cuspidine se présente sous forme de cristaux dans le tuf du Monte Somma qui est sa localité type. On la trouve aussi dans la région de la mine Franklin, New Jersey, aux États-Unis. Elle se forme dans du calcaire métamorphisé de contact. Dans la massif montagneux Dupezeh, en Irak, le gisement se trouve dans un skarn hébergeant de la mélilite. 
Ses minéraux associés sont l'augite, la hornblende, le diopside, le grossulaire, la biotite, la phlogopite, la monticellite, la wollastonite, la calcite, le spinelle, la magnétite et la pérovskite. 